# Exequiel Palacios
Exequiel Alejandro Palacios (pronúncia espanhola: [ekseˈkjel paˈla.sjos]; Famaillá, 5 de outubro de 1998) é um futebolista argentino que atua como meio-campista. Atualmente joga no Bayer Leverkusen.

## Carreira

### Início
Palacios iniciou nas categorias de base do River Plate. Ele fez sua estreia no Campeonato Argentino no dia 8 de novembro de 2015, contra o Newell's Old Boys.

### Bayer Leverkusen
Após se destacar pelos Millonarios nas Libertadores de 2018 e 2019, o meio-campista versátil foi anunciado pelo Bayer Leverkusen no dia 16 de dezembro de 2019.

## Seleção Nacional
Após ter representado as Seleções Sub-17 e Sub-20, estreou pela Seleção Argentina principal no dia 8 de setembro de 2018, em um amistoso contra a Guatemala. Na ocasião, a Albiceleste venceu por 3 a 0.

## Títulos
River Plate
- Copa Libertadores: 2018
- Recopa Sul-Americana: 2019
- Copa Argentina: 2018–19

Bayer Leverkusen
- Bundesliga: 2023–24
- Copa da Alemanha: 2023–24

Seleção Argentina
- Copa América: 2021, 2024
- Copa dos Campeões CONMEBOL–UEFA: 2022
- Copa do Mundo FIFA: 2022